# Зенітна артилерія армії США
Зенітна артилерія армії США (англ. Air Defense Artillery Branch), або війська протиповітряної та протиракетної оборони армії США — рід військ армії Сполучених Штатів Америки, що спеціалізується на використанні зенітної зброї (такої як ракети класу «земля-повітря») для забезпечення протиповітряної та протиракетної оборони. В армії США ці формування мають на озброєння переважно сучасні комплекси протиповітряної оборони, такі як зенітний ракетний комплекс «Петріот», протиракетний комплекс рухомого наземного базування для висотного заатмосферного перехоплення балістичних ракет середньої дальності (THAAD) та систему протиповітряної оборони «Евейнджер», яка стріляє ракетами FIM-92 Stinger.
Війська протиповітряної оборони (ADA) ведуть свою історію від зенітної артилерії (до 1950 року входила до складу Корпусу берегової артилерії армії США, а потім стала частиною артилерії армії) та стали окремим родом військ 20 червня 1968 року. 1 грудня 1968 року військам ППО було дозволено носити модифіковані артилерійські знаки розрізнення — схрещені польові гармати з ракетами. Девіз підрозділу «Стріляю першим» був прийнятий у 1986 році учасниками конференції командирів військ ППО у Форт Блісс. Девіз посилається на промову генерала Джонатана Вейнрайта перед ветеранами 200-го берегового артилерійського (ППО) підрозділу, в якій він заявив, що вони були «першими, хто відкрив вогонь» у Другій світовій війні проти Японської імперії.

## Органи військового управління та військові частини військ ППО/ПРО армії США
До складу органів військового управління та військових частин військ ППО/ПРО армії США належать нижчеперелічені військові організаційні структури.

### Командування протиповітряної та протиракетної оборони
| Командування                                                               | Емблема | Підпорядкування                              | Гарнізон/штаб-квартира       |
| -------------------------------------------------------------------------- | ------- | -------------------------------------------- | ---------------------------- |
| 10-те командування протиповітряної і протиракетної оборони (10-те AAMDC)   |         | Командування армії США в Європі та Африці    | Зембах                       |
| 32-ге командування протиповітряної і протиракетної оборони (32-ге AAMDC)   |         | Командування сил армії США                   | Форт Блісс                   |
| 94-те командування протиповітряної і протиракетної оборони (94-те AAMDC)   |         | Тихоокеанська армія США                      | Форт Шафтер                  |
| 263-тє командування протиповітряної і протиракетної оборони (263-тє AAMDC) |         | Національна гвардія армії Південної Кароліни | Андерсон (Південна Кароліна) |